# His Majesty, the American
His Majesty, the American é um filme estadunidense de 1919, do gênero comédia e aventura, escrito e dirigido por Joseph Henabery e estrelado por Douglas Fairbanks.
Este filme marca o início das atividades da United Artists.

## Produção
Na confecção do roteiro, Penabery teve assistência de Elton Banks — o próprio Fairbanks, creditado com pseudônimo — e Jay Theodore Reed.
Boris Karloff aparece no filme como figurante.
O futuro cineasta Victor Fleming trabalha aqui como diretor de fotografia, creditado como "Vic Fleming".